# Cissampelos hispida
Cissampelos hispida là một loài thực vật có hoa trong họ Biển bức cát. Loài này được Forman mô tả khoa học đầu tiên năm 1980.